# مخلد الباقرحي

## نسبه
الشيخ الصدوق المعمر أبو علي، مخلد بن جعفر بن مخلد بن سهل الفارسي الباقرحي الدقاق.

## من حدث عنهم
سمع يوسف القاضي، ومحمد بن يحيى المروزي، والحسن بن علويه القطان، وأحمد بن يحيى الحلواني، وأبو العباس بن مسروق، ويحيى بن محمد بن البختري الحنائي، وله مشيخة مروية.

## حدث عنه
أبو الفتح بن أبي الفوارس، وأبو العلاء محمد بن علي الواسطي، وأبو نعيم الحافظ، ومحمد بن الحسين بن بكير، وأبو طاهر محمد بن علي العلاف، وآخرون.

## آراء علماء الجرح والتعديل فيه
قال أحمد بن علي البادي: كان ثقة، صحيح السماع، غير أنه لم يكن يعرف شيئا من الحديث.
وقال ابن أبي الفوارس: كان له أصول كثيرة، عن يوسف القاضي، وجعفر الفريابي جياد بخطه.
وقال أبو نعيم: بلغنا أنه خلط بعد سفري. وقال محمد بن العباس بن الفرات: كان مخلد أصوله صحيحة، ثم إن ابنه حمله في آخر عمره على ادعاء أشياء منها: المغازي عن المروزي، والمبتدأ عن ابن علويه، وتاريخ الطبري الكبير، فشرهت نفسه، وقبل منه، واشترى هذه الكتب، فحدث بها، فانهتك.
وقال ابن أبي الفوارس: حدث «بالتاريخ»، و «المبتدأ» من كتاب ليس له فيه سماع، وكأنه ظن أن هذا يجوز

## وفاته
توفي في ذي الحجة سنة 369 هـ.